# 孔子祛
孔 子祛（こう しきょ、496年 - 546年）は、南朝梁の官僚・儒学者。本貫は会稽郡山陰県。孔子袪とも。

## 経歴
若くして父を失い、貧しい中でも学問を好み、田畑を耕し柴や薪を採るあいだも書物を懐にして、暇さえあれば読書していた。苦学の末に経学に通じるようになり、とくに『古文尚書』に明るかった。
はじめ長沙嗣王蕭淵業の下で侍郎となり、国子助教を兼ねた。『尚書』を40回講義して、聴講する者は100人を数えた。中書舎人の賀琛が『梁官』を編纂するよう武帝の命を受けると、子祛は西省学士とされて、その編纂を助けた。書が完成すると、子祛は司文侍郎を兼ねるよう命じられたが、就任しなかった。
長らくを経て、学士のまま主客郎・舎人を兼ねた。湘東王蕭繹の下で湘東国侍郎をつとめ、常侍や員外散騎侍郎を歴任した。さらに廬江公の下で雲麾記室参軍をつとめ、兼中書通事舎人に転じた。ほどなく舎人のまま歩兵校尉となった。武帝が『五経講疏』と『孔子正言』を編纂するにあたって、子祛に群書を調べさせ、解釈を証明させた。編纂事業を終えると、子祛は武帝の命により朱异や賀琛とともに士林館で毎日経典を講義した。諸官を歴任して、舎人のまま通直正員郎となった。
中大同元年（546年）、在官のまま死去した。享年は51。著書として『尚書義』20巻や『集注尚書』30巻があったほか、朱异の『集注周易』や何承天の『集礼論』を続作した。

## 伝記資料
- 『梁書』巻48 列伝第42
- 『南史』巻71 列伝第61